# Croix de Kervoënno
La croix de Kervoënno est située à Lannion en France.

## Localisation
La croix est située sur le territoire de la commune de Lannion, dans le département  des Côtes-d'Armor, dans la région Bretagne.

## Description
Une base sur deux marches présente, de face, une pierre sculptée d'une sorte de feuille symétrique stylisée. Un petit socle superposé au premier présente un ostensoir en relief. Sur le fût se trouve le Christ, sans ornementation.

## Historique
La croix est inscrite au titre des monuments historiques par arrêté du 24 septembre 1964.

## Galerie

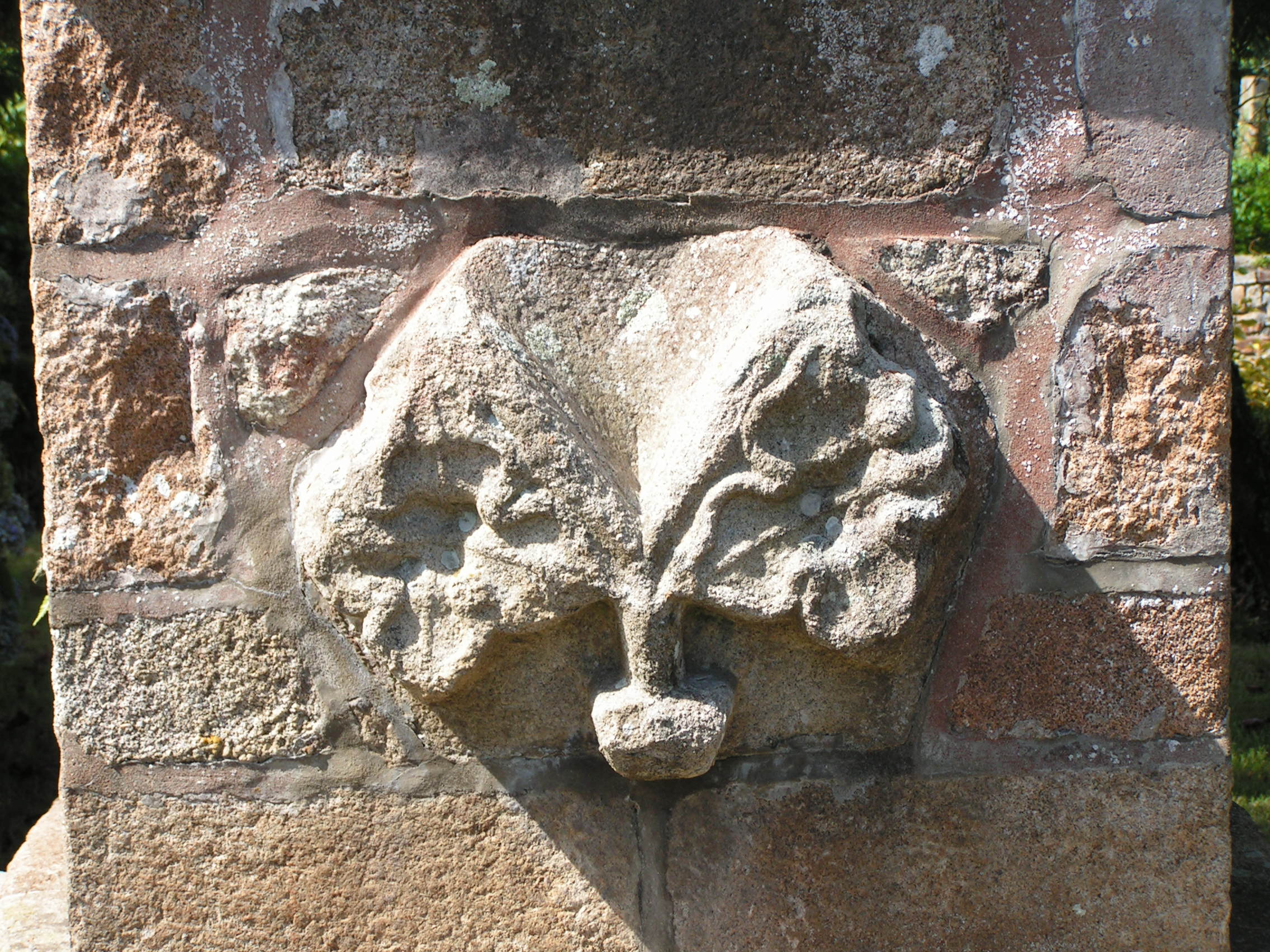
Détail du socle principal.
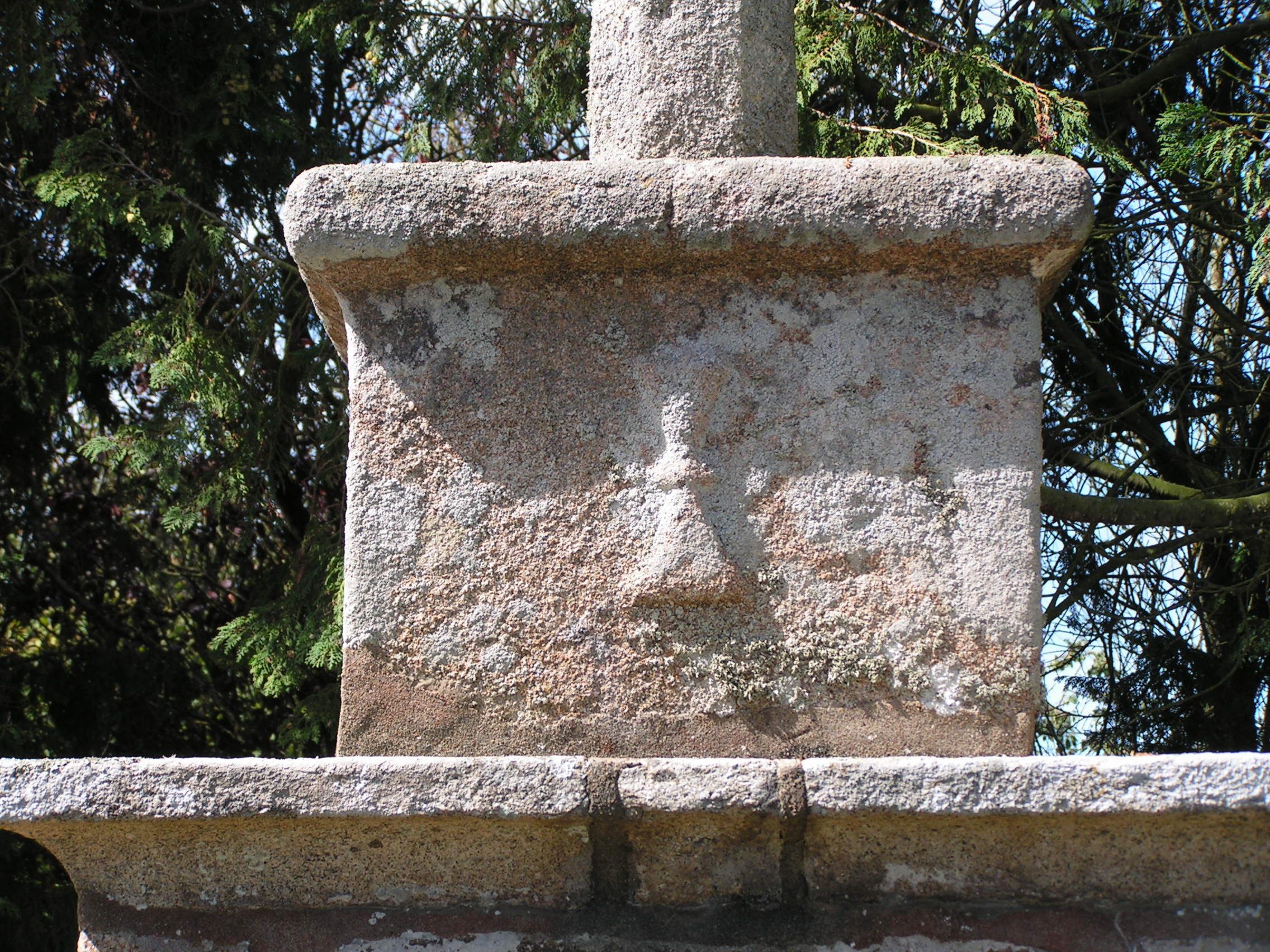
Détail du socle secondaire.
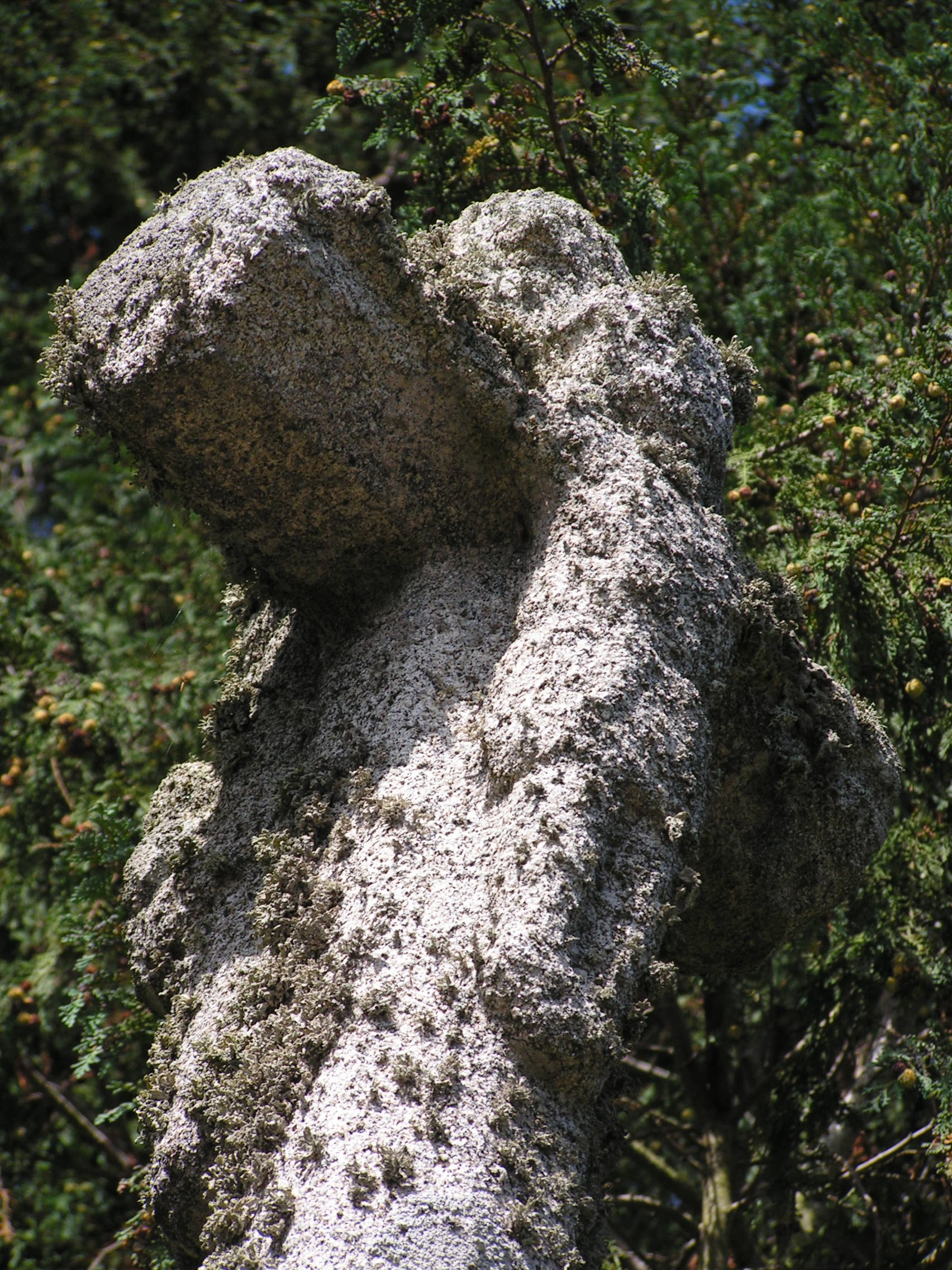
Détail du crucifix.